# Затрубье
Затрубье — опустевшая деревня в Торопецком районе Тверской области. Входит в состав Понизовского сельского поселения.

## География
Находится в западной части Тверской области на расстоянии приблизительно 26 км на восток по прямой от районного центра города Торопец. Идентификацию приблизительного положения бывшей деревни можно сделать по карте 1898 года.

## История
В 1877 году здесь (деревня Торопецкого уезда Псковской губернии) был учтен 1 двор.

## Население
Численность населения: 2 человека (1877 год), 1 в 2002 году, 1 в 2010, 0 в 2021 году.